# فيليب براون (عالم اجتماع)
فيليب براون (بالإنجليزية: Phillip Brown)‏ هو عالم اجتماع بريطاني، ولد في 21 أبريل 1957.